# Fitnesz
A fitnesz vagy rátermettség (gyakran angolosan: fitness), (populációgenetikai modellekben gyakran {\displaystyle w}) az evolúcióelmélet központi fogalma. Az evolúcióbiológiában egy adott típusú egyed szelekciós sikerét fejezi ki. Legszemléletesebb megfogalmazásban a rátermettség egy típushoz tartozó egyedek átlagos, felnőtt utódszáma. Más megfogalmazásban a típushoz tartozó egyedek összességének növekedési rátája. 
Amennyiben az egyedek fenotípusa közti különbség befolyásolja azok fitneszét, és a fenotípus öröklődik úgy a fenotípust gyakorisága az idők folyamán változhat: a későbbi nemzedékekben az átlagosnál magasabb fitnesz-értékű fenotípusok lesznek a gyakoribbak. Ezt az evolúciós folyamatot természetes szelekciónak vagy természetes kiválasztódásnak hívják.
Mivel a szelekció a fenotípusra hat, így a fitneszt is a fenotípusra (típusra) definiáljuk. A fenotípust a genotípus és a környezet egyaránt befolyásolhatják. Evolúciós változást a szelekció csak akkor okozhat, ha a fenotípus öröklődik, ami általában azt jelenti, hogy van genetikai alapja. A rátermettséget mindig egy típushoz tartozó egyedek halmazára adjuk meg, sohasem egy egyedre. Bár a definíció egy egyedre vetíti a várható utódszámot, de értelme csak akkor van, ha több egyed átlagát nézzük.
Mivel a fitnesz azt méri, hogy a típus milyen sikeresen adódik át a következő generációba, az nem fontos, hogyan érkeznek meg a gének a következő generációba. Így tehát mindegy, hogy egy egyed reprodukálja magát, vagy épp segít a hasonló típusba tartozó – s így azonos génállományú – rokon egyedeknek a reprodukcióban – a lényeg, hogy a gének eljussanak a következő generációba. Azt a szelekciós mechanizmust, ami ezt a fajta segítő jellegű viselkedést támogatja, rokonszelekciónak nevezik.

## A fitnesz mérése
A fitneszt kétféleképpen szokás jellemezni: az abszolút és a relatív fitnesz mérőszámaival.
Egy genotípus abszolút fitneszén ({\displaystyle w_{\mathrm {abs} }}) a szelekció utáni és a szelekció előtti, az említett genotípussal rendelkező egyedek számának arányát értjük. Egy generációra számítják, a számítás történhet abszolút egyedszámok alapján vagy gyakorisági értékekből.
{\displaystyle {w_{\mathrm {abs} }}={{N_{\mathrm {ut{\acute {a}}n} }} \over {N_{\mathrm {el{\stackrel {{}_{\,\prime \prime }}{o}}tt} }}}}
Az abszolút fitnesz meghatározható úgy is, hogy a túlélési arányt megszorozzuk az átlagos termékenységgel.
A relatív fitneszt úgy határozhatjuk meg, hogy elosztjuk egy adott genotípus átlagos túlélő ivadékainak számát a versenytárs genotípusok átlagos túlélő ivadékainak számával (egy generációváltáson belül), tehát például egy genotípust (általában a legmagasabb túlélőképességet mutatót) normalizálunk {\displaystyle w=1} értékre és a többi genotípusok fitneszértékeit ehhez képest határozzuk meg. A relatív fitnesz így bármilyen nemnegatív értéket felvehet, a 0-t is beleértve.
A relatív fitneszt általában könnyebben meg lehet határozni mint az abszolút fitneszt. Ennek oka, hogy gyakran nehéz megállapítani, hogy a szaporodás után melyik utódoknak lett adott genotípusa.
A két koncepció szorosan összefügg, és ekvivalensek lesznek, ha osztjuk őket az átlagos fitnesszel, ami súlyozva van a genotípus gyakoriságával.
{\displaystyle {w_{abs} \over {\bar {w_{abs}}}}={w_{rel} \over {\bar {w_{rel}}}}}
Ez Fisher fundamentális tételéhez vezet. Fisher tétele kimondja, hogy bármely élőlény átlagos fitneszjavulása adott időpillanatban a természetes szelekció számlájára írható, ami a géngyakoriságok változása útján hat és megegyezik az adott pillanatbeli genetikai diverzitással. Tehát a szelekció előrehaladása attól függ, hogy milyen nagy genetikai diverzitást hordoz a populáció. Maynard Smith ellenvéleménye szerint elképzelhető olyan szelekciós egyensúlyi helyzet, amelyben az adott populáció átlagos fitneszének változása nulla, viszont a fitnesz varianciája megnövekszik.
Mivel a fitnesz koefficiens és egy változót többször is meg lehet szorozni a fitnesz mérőszámával, a biológusok (a számítógép feltalálása előtt) használták a fitnesz logaritmikus formáját.
A fitnesz-tájkép koncepcióját Sewall Wright vezette be, aki elképzelte a fitnesz értékeit egy háromdimenziós környezetben. A csúcsok itt a lokális fitneszmaximumnak felelnek meg. Ezt továbbgondolva ki lehet mondani, hogy a természetes szelekció mindig "hegynek felfelé" halad, de csak lokálisan, azaz elképzelhető olyan helyzet, amikor egy lokális fitneszmaximum stabilizálódik annak ellenére, hogy nem jelent optimális állapotot, mivel a szelekció nem tud "visszafelé" haladni, azaz a lokális maximum felől a "kevésbé fitt" állapotot képviselő völgyek felé.
A fitneszhez kapcsolódik a genetikai teher vagy genetikai beszűkülés (angolul genetic load) fogalma, amely egy, különféle genotípust képviselő egyedekből álló populáció fitneszét hasonlítja össze egy olyan, elméleti populációval, amelynek egyedei csak legfittebb genotípust hordozzák.
Maynard Smith a következőképpen adta meg a fitnesz fogalmát: "A fitnesz nem egyéneket, hanem egyének egy csoportját jellemző tulajdonság – például A allél egy adott lokuszon. Ennek következtében a kifejezés "túlélő ivadékok várt száma" nem egy egyed utódainak számát jelenti, hanem az adott csoportra vonatkoztatott átlagot. Ha az első emberi csecsemőt, aki rendelkezik a lebegés génjével, villámcsapás érne, ez nem azt jelentené, hogy az új genotípus kevésbé fitt, mint az előzőek, hanem azt, hogy az adott csecsemőnek nincs szerencséje." Ez a meghatározás kimondottan hasznos lehet például tenyésztési programokban, de nem az evolúciós modellekben, mivel így nincs lehetőség meghatározni, hogy egy adott egyed kiválasztódik vagy sem.
1981-ben Hartl fogalmazott meg egy újabb definíciót: "Az egyedek fitnesze – aki egy x fenotípussal rendelkezik – az a valószínűség, s(x), amely kifejezi az egyed esélyét arra nézve, hogy a következő generáció szülői közé kerüljön." Ennek megfelelően az átlagos fitneszt egy adott populáció egyedeinek fitneszéből lehet meghatározni.

## Történet
Herbert Spencer brit szociológus használta először a híres survival of the fittest, vagyis „a legfittebb túlélése” (eredetileg survival of the best fitted) kifejezést 1851-es, Social Statics című munkájában, és később ezt használta a Charles Darwin által természetes kiválasztódásnak nevezett folyamat leírására. J.B.S. Haldane brit biológus volt az első, aki a fitneszt kvantifikálta a modern evolúciós szintézis keretei között, amely a darwini evolúció és a mendeli genetika egyesítéséből született egy 1924-es publikációjában: A Mathematical Theory of Natural and Artificial Selection („Egy matematikai elmélet a természetes és mesterséges szelekcióról”).  A következő lépés az inkluzív fitnesz fogalmának bevezetése volt W.D. Hamilton brit biológus által 1964-ben, The Evolution of Social Behavior („A társas viselkedés evolúciója”) című dolgozatában.

## Ajánlott irodalom
- Haldane, J.B.S. (1924). „A mathematical theory of natural and artificial selection” (PDF). Transactions of the Cambridge philosophical society.
- Hamilton, W.D. (1964). „The evolution of social behavior”. Journal of Theoretical Biology.
- Hartl, D. L.. A Primer of Population Genetics. Massachusetts: Sinauer, Sunderland (1981)
- Maynard Smith, J.. Evolutionary Genetics. Oxford University Press (1998)
- Elliot Sober.szerk.: R. Singh, D. Paul, C. Krimbas, and J. Beatty: The Two Faces of Fitness, Thinking about Evolution:  Historical, Philosophical, and Political Perspectives [archivált változat]. Cambridge University Press, pp. 309-321. o. (2001). Hozzáférés ideje: 2007. szeptember 9. [archiválás ideje: 2011. július 18.]

## Külső hivatkozások
- Evolution A-Z: Fitness
- Stanford Encyclopedia of Philosophy entry
- Fisher-tétel Archiválva 2007. szeptember 27-i dátummal a Wayback Machine-ben
- Fitnesz, a női mozgásforma

## Fordítás
- Ez a szócikk részben vagy egészben  a   Fitness (biology) című angol Wikipédia-szócikk ezen változatának fordításán alapul.  Az eredeti cikk szerkesztőit annak laptörténete sorolja fel. Ez a jelzés csupán a megfogalmazás eredetét és a szerzői jogokat jelzi, nem szolgál a cikkben szereplő információk forrásmegjelöléseként.